# Війна і мир (фільм, 1956)
«Війна і мир» (англ. War and Peace) — кінофільм режисера Кінга Відора, що вийшов на екрани у 1956 році. Екранізація відомого роману Льва Толстого.

## Сюжет
На початку XIX століття Наполеон керував більшою частиною Європи. Армія Росії, однією з небагатьох європейських країн, що не завойованих великим полководцем, готується битися з ним в Австрії. Серед російських офіцерів Микола Ростов і князь Андрій Болконський.
П'єр Безухов, друг князя Андрія, не цікавиться боротьбою. Його приваблює сестра Миколи Ростова, Наташа, але він одружується на меркантильної княжні Елен. Шлюб швидко закінчується, коли П'єр розуміє справжню сутність своєї дружини.
Болконський потрапляє в полон до французів, пізніше він відпущений. Його дружина вмирає при пологах.
Князь Андрій закохується в Наташу Ростову, але його батько вимагає відкласти укладення шлюбного союзу на рік. У той час як Болконський з армією знаходиться в Польщі, Наташа захоплюється Анатолем Курагиним, негідником і розпусником. П'єр Безухов відкриває Наташі минуле Анатоля, перш ніж вона втече з ним.
Армія Наполеона вторгається в Росію. П'єр відвідує князя Андрія перед битвою і спостерігає за битвою. Вражений бійнею, він клянеться особисто вбити Наполеона.

## В ролях

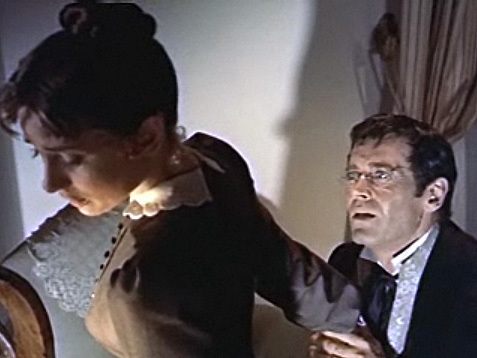
Одрі Гепберн (Наташа Ростова) та Генрі Фонда (П'єр Безухов)

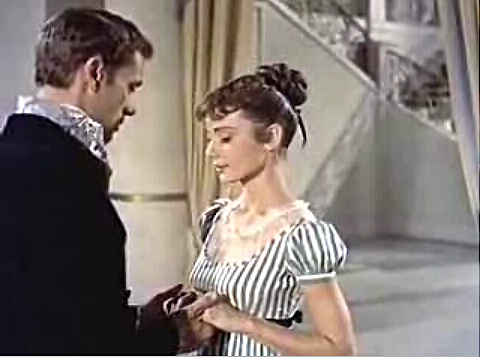
Одрі Гепберн (Наташа Ростова) та Мел Феррер (Андрій Болконський)

- Одрі Гепберн — Наташа Ростова
- Генрі Фонда — П'єр Безухов
- Мел Феррер — Андрій Болконський
- Вітторіо Гассман — Анатоль Курагін
- Герберт Лом — Наполеон I Бонапарт
- Оскар Гомолка — Кутузов
- Аніта Екберґ — Елен Курагіна
- Гельмут Дантіні — Долохов
- Беррі Джонс — Граф Ростов
- Ліа Зайдль — Графиня Ростова
- Джеремі Бретт — Микола Ростов
- Шон Баррет — Пєтя Ростов
- Мей Бріт — Соня
- Тулліо Кармінаті — Князь Курагін
- Вілфрід Лоусон — Князь Болконський
- Анна-Марія Ферреро — Марі Болконська
- Міллі Вітале — Ліза Болконська
- Патрік Крін — Денісов
- Джон Міллс — Платон Каратаєв
- Гертруда Флінн — Марія Перонська

## Нагороди та номінації
- 1956 — премія Британського товариства кінематографістів: найкраща операторська робота (Джек Кардіфф)
- 1957 — три номінації на премію «Оскар»: найкращий режисер (Кінг Відор), найкраща операторська робота (кольорові фільми) (Джек Кардіфф), найкращий дизайн костюмів (кольорові фільми) (Марія Де Маттеіс)
- 1957 — дві номінації на премію BAFTA: найкращий фільм, найкраща британська актриса (Одрі Гепберн)
- 1957 — номінація на премію Гільдії режисерів США: видатні досягнення в режисурі (Кінг Відор)
- 1957 — премія «Золотий глобус» за найкращий іноземний фільм іноземною мовою (Італія)
- 1957 — чотири номінації на премію «Золотий глобус»: найкращий фільм (драма), найкращий режисер (Кінг Відор), найкраща актриса (драма) (Одрі Гепберн), найкращий актор другого плану (Оскар Гомолка)
- 1957 — дві премії «Срібна стрічка» Італійського національного синдикату кіножурналістів: найкраща робота художника (Маріо Кьярі), найкраща музика (Ніно Рота)

## Цікаві факти
- Стрічку планувалося фільмувати ще у 1941 році американським кінорежисером Олександром Корда, але проект був заморожений на невизначений термін через початок Другої світової війни. Далі до нього неодноразово поверталися. Зрештою, Кінг Відор виступив як режисер.
- Спочатку на роль П'єра Бєзухова розглядався Марлон Брандо, але він категорично не хотів працювати з Одрі Гепберн, тому творцям стрічки довелося вибирати з двох зірок, і рішення було прийнято на користь Гепберн.
- Гонорар Одрі Гепберн за роль склав рекордні на той час 350 тисяч доларів. Підписавши контракт, вона попросила свого агента нікому не розголошувати цю цифру, оскільки вважала її завищеною. Крім зазначеної суми, Одрі Гепберн надавався автомобіль з особистим шофером та 500 доларів у тиждень на повсякденні витрати.
- Перший варіант сценарію склав 506 сторінок, переписувати його довелося п'ять разів, щоб скоротити до максимально допустимого обсягу.